# 7449 Döllen
7449 Döllen (tên chỉ định: 1949 QL) là một tiểu hành tinh vành đai chính. Nó được phát hiện bởi Karl Wilhelm Reinmuth ở Heidelberg-Königstuhl State Observatory ở Heidelberg, Đức, ngày 21 tháng 4 năm 1949. Nó được đặt theo tên Johann Heinrich Wilhelm Döllen, nhà thiên văn học thế kỷ 19 ở Dorpat (Tartu) và Pulkovo.